# Polská dělnická strana

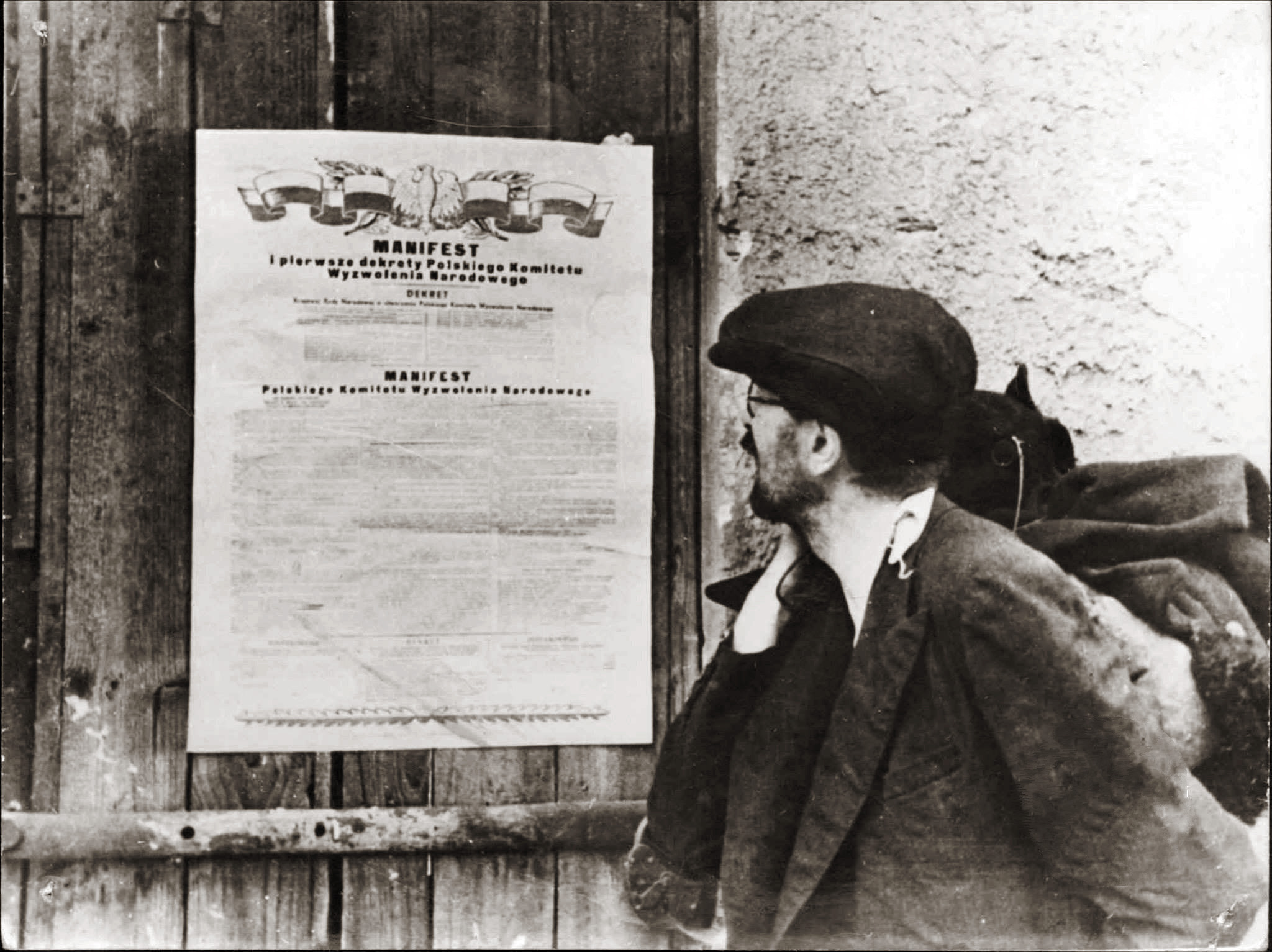
Manifest strany

Polská dělnická strana (polsky Polska partia robotnicza) byla marxisticko-leninská revoluční politická strana v Polsku, vytvořená z iniciativy polských komunistů v okupovaném Polsku a SSSR. V roce 1943 stanul v čele Władysław Gomułka, který slíbil spojenectví se SSSR. Spolu s levicovými socialisty a lidovci vytvořila 1. ledna 1944 Zemskou národní radu jako vedoucí orgán osvobozeneckého boje. V roce 1948 se spojila s Polskou socialistickou stranou, tím vznikla Polská sjednocená dělnická strana, vládnoucí v Polsku až do roku 1989.